# Scarsellino

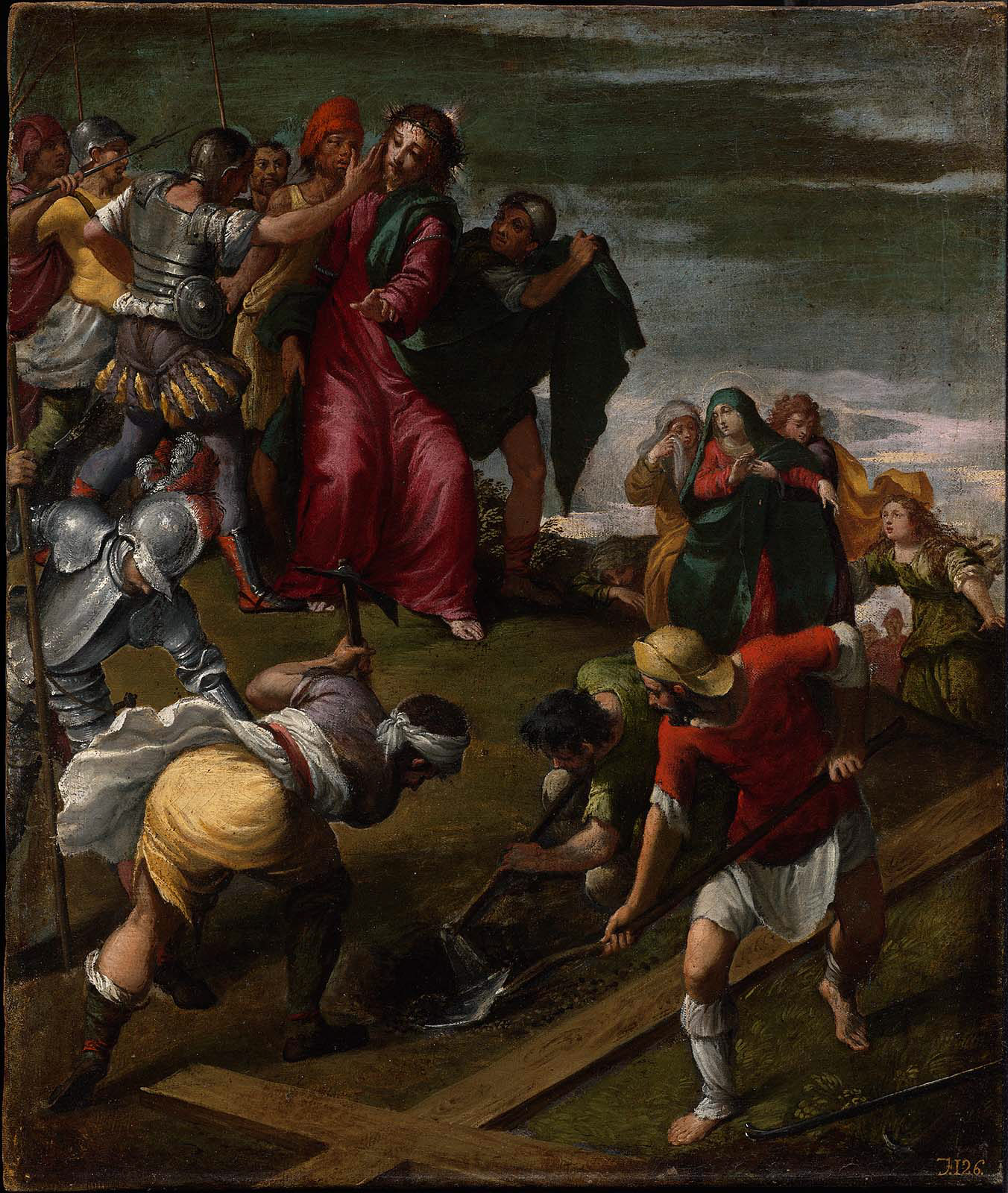
Christus auf dem Kalvarienberg, 52,1 × 45,1 cm, Öl auf Leinwand, Museum of Fine Arts, Boston

Ippolito Scarsella genannt Scarsellino (* 1550 oder 1551 in Ferrara; † 1620 ebenda) war ein italienischer Maler in der Mitte des 16. Jahrhunderts und einer der wichtigsten Vertreter der Schule von Ferrara. Seine Landschaften mit sowohl sakralen als auch weltlichen Themen nehmen die Traditionen der Landschaftsmalerei des 17. Jahrhunderts stark vorweg.

## Leben
Ippolito Scarsella wurde in Ferrara als Sohn des weniger bekannten Malers und Architekten Sigismondo Scarsella, bekannt als Mondino, und Francesca Galvani geboren. Mit seinen beiden Ehefrauen hatte er sieben Kinder, von denen jedoch nur zwei überlebten. Scarsellino reiste und arbeitete in ganz Italien und kam dabei mit vielen Einflüssen in Kontakt.
Seine Ausbildung erhielt er vermutlich bei seinem Vater, von dem jedoch nur wenig Gemälde bekannt sind. Mit 17 Jahren ging er nach Bologna und danach zog nach Venedig, wo er drei Jahre lebte und die Werkstatt von Veronese besuchte und die venezianischen Maler studierte. Scarsellino arbeitete an der Seite der Brüder Carracci im Palazzo dei Diamanti (1592–1593) in Ferrara.

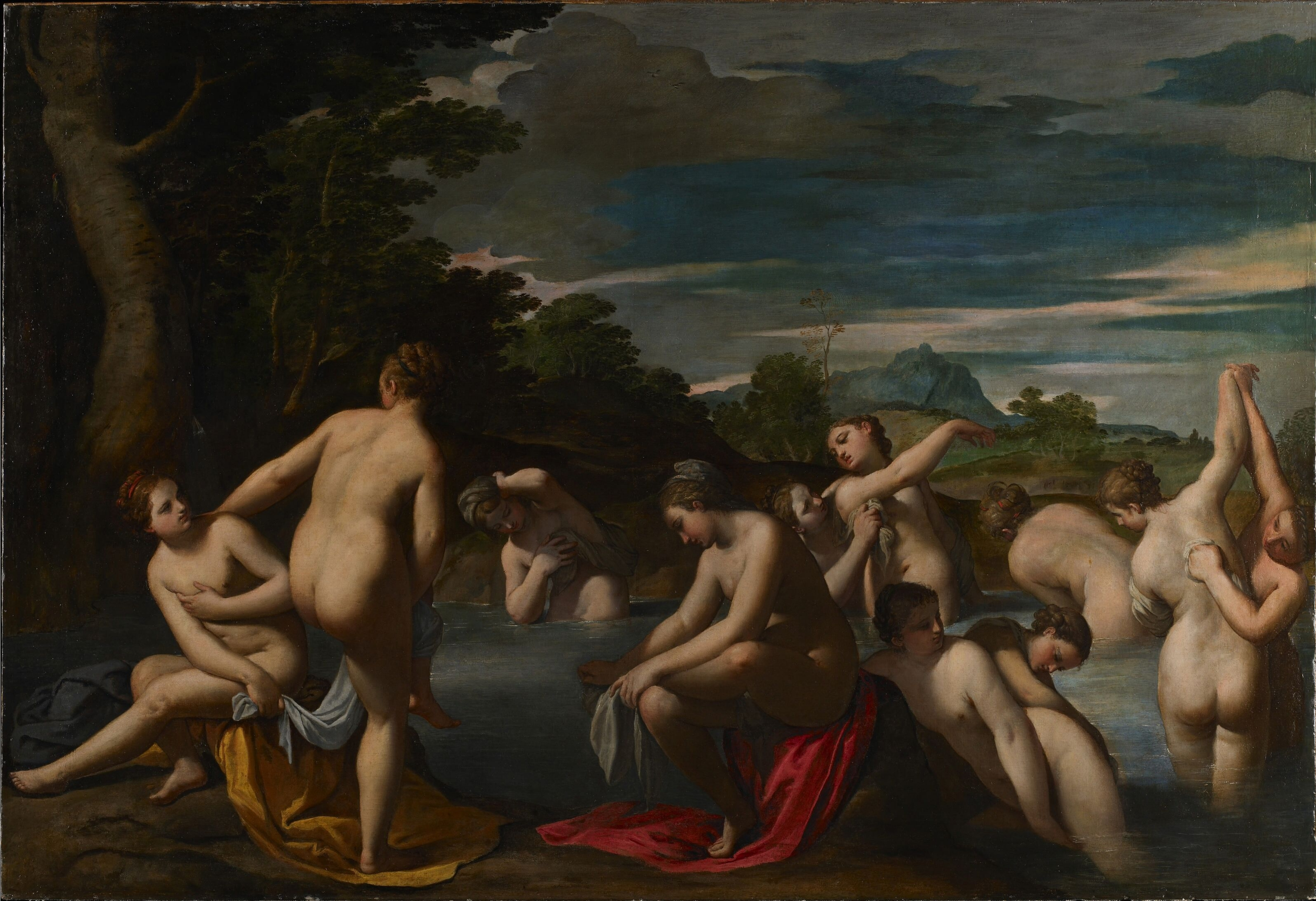
Nymphen im Bad, 120,6 × 176,8 cm, Öl auf Leinwand, Minneapolis Institute of Art

Nach dem Tod seines Vaters im Jahr 1594 übernahm er dessen unvollendete Werke und die Rolle des Familienoberhauptes. 1610, nach dem Tod seiner Brüder, übernahm Scarsellino die Vormundschaft über seinen Neffen Francesco und bildete ihn in der Malerei aus. Eines seiner letzten Werke vollendete er im Februar 1620 für Kardinal Alessandro d’Este in Tivoli. Aus seinem Testament vom 26. März geht hervor, dass sein Neffe Francesco 100 Zeichnungen aus seinem Nachlass erhielt. Er muss daher ein sehr produktiver Zeichner gewesen sein. Diese Zeichnungen sind jedoch weitgehend unbekannt.
Das genaue Todesdatum ist nicht bekannt, die Beisetzung erfolgte am 28. Oktober 1620 in der Kirche Santa Maria di Bocche in Ferrara.
Wie aus ihren Werken ersichtlich ist, beeinflussten sich der Ferrareser Künstler und die Bologneser Maler gegenseitig. Um nur eines von vielen Beispielen zu nennen: Ludovico Carraccis Martyrium der Heiligen Margarete von 1616 für die Kirche San Maurizio in Mantua wurde durch die fünf Jahre zuvor entstandenen Fassung der Ferrareser Reformisten für das Oratorium der Heiligen Margarete in Ferrara inspiriert.
Einer von Scarsellinos wichtigsten Schülern war Francesco Costanzo Cattaneo.

## Arbeiten
Scarsellino war sowohl Tafel- als auch Freskenmaler. Oft malte er dasselbe Sujet in verschiedenen Variationen, in verschiedenen Formaten und auf verschiedenen Trägern. Seine frühen Werke zeigen die Einflüsse verschiedener zeitgenössischer Stile. Anfänglich war er von den eleganten Figuren des Parmigianino (1503–1540) inspiriert, die in Ferrara von Girolamo da Carpi (1501 – ca. 1557) eingeführt wurden. Später grenzt er sich von dieser intellektuellen und höchst formalen Vision des Manierismus ab, indem er sich der magischen, stimmungsvollen Welt der Dosso Dossi zuwendet. Während seines Aufenthalts in Venedig lernte er Werke von Giorgione sowie von Veronese und Tizian kennen, die einen wichtigen Einfluss auf sein Werk hatten.

## Bildergalerie

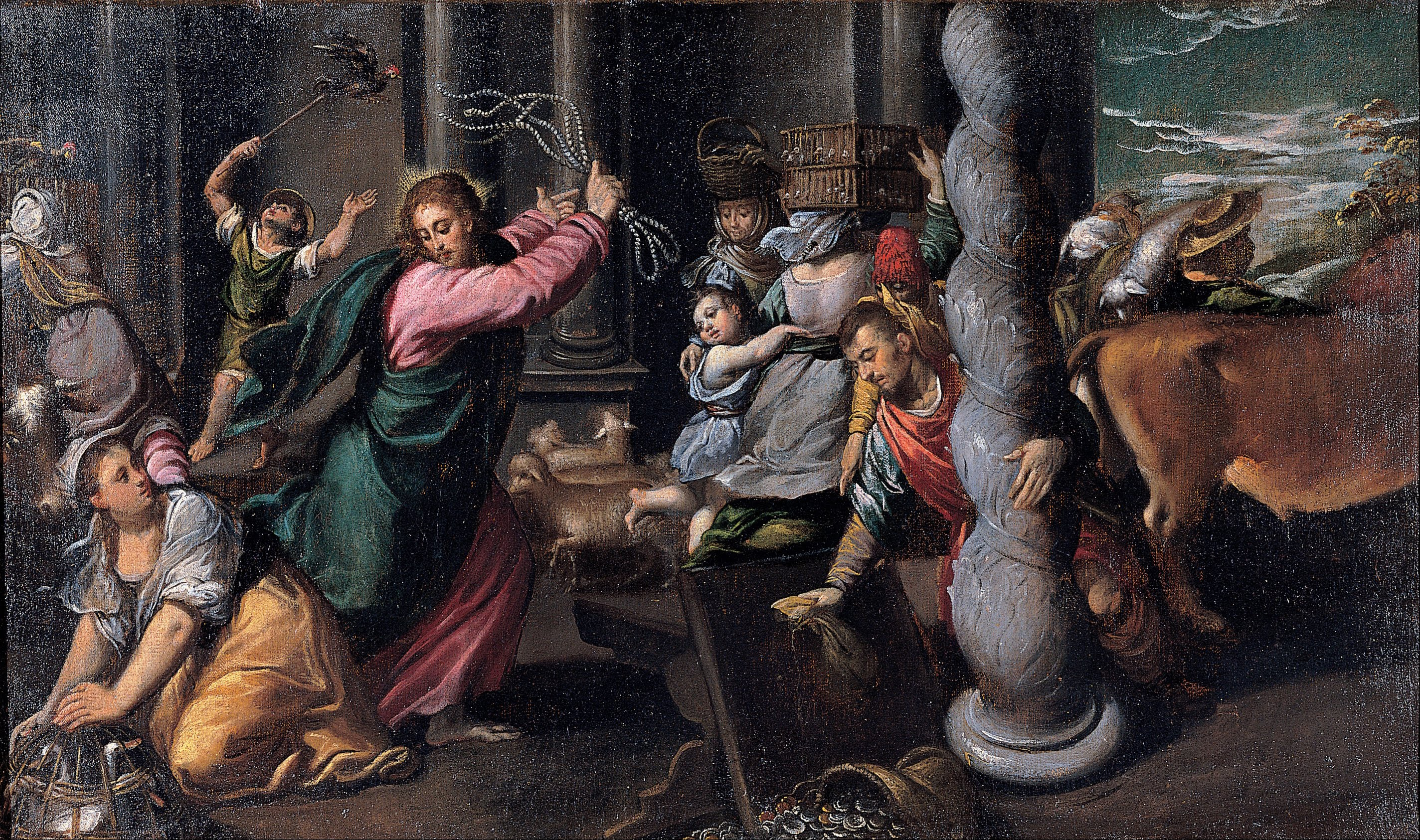
Vertreibung der Kaufleute aus dem Tempel, 68 × 116 cm, Öl auf Leinwand, ca. 1580, Kapitolinische Museen, Rom
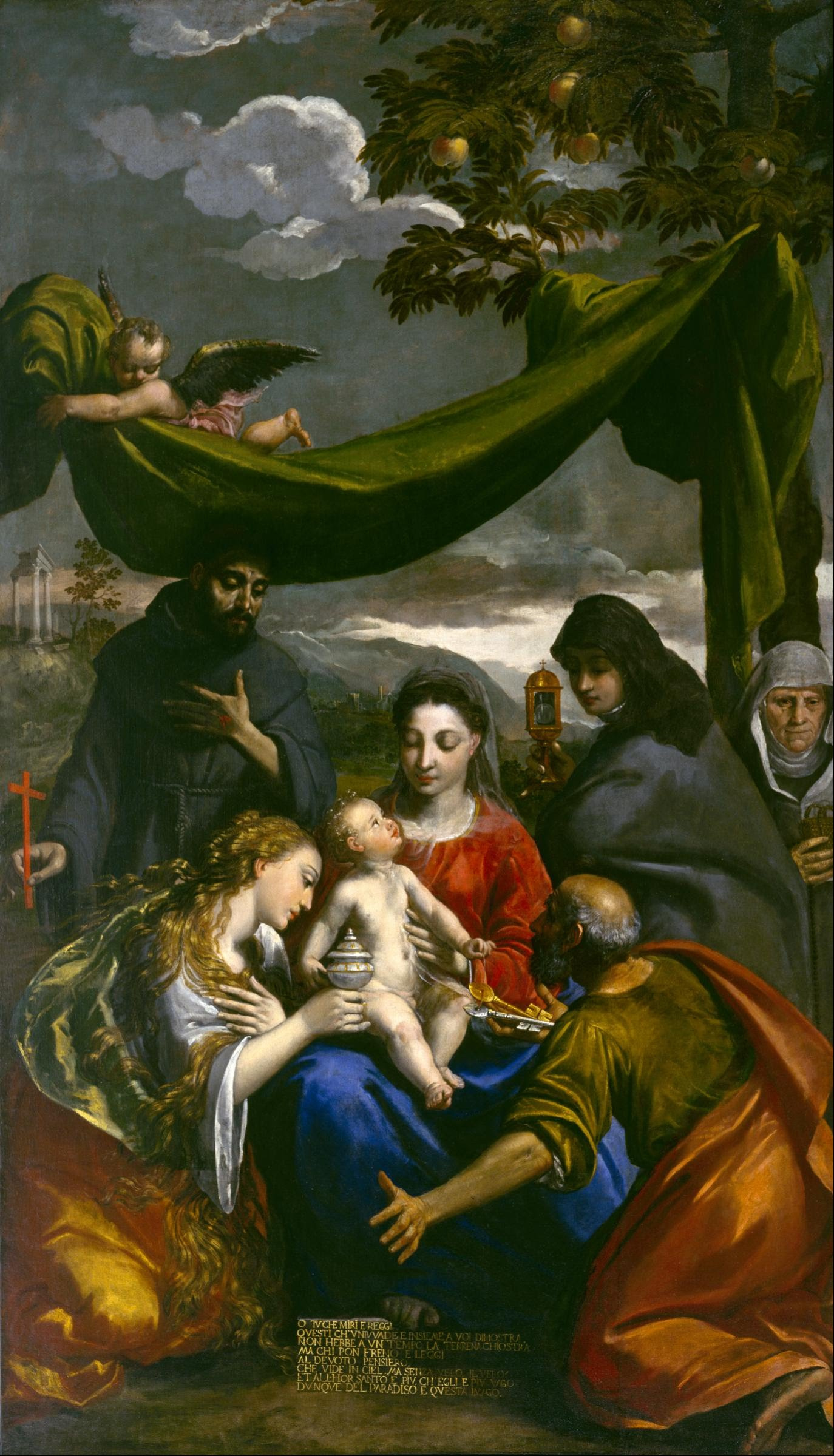
Jungfrau und Kind mit den Heiligen Maria Magdalena, Petrus, Klara, Franziskus und einer Äbtissin, 161,6 × 281,6 cm, Öl auf Leinwand, ca. 1600, Museum of Fine Arts, Houston
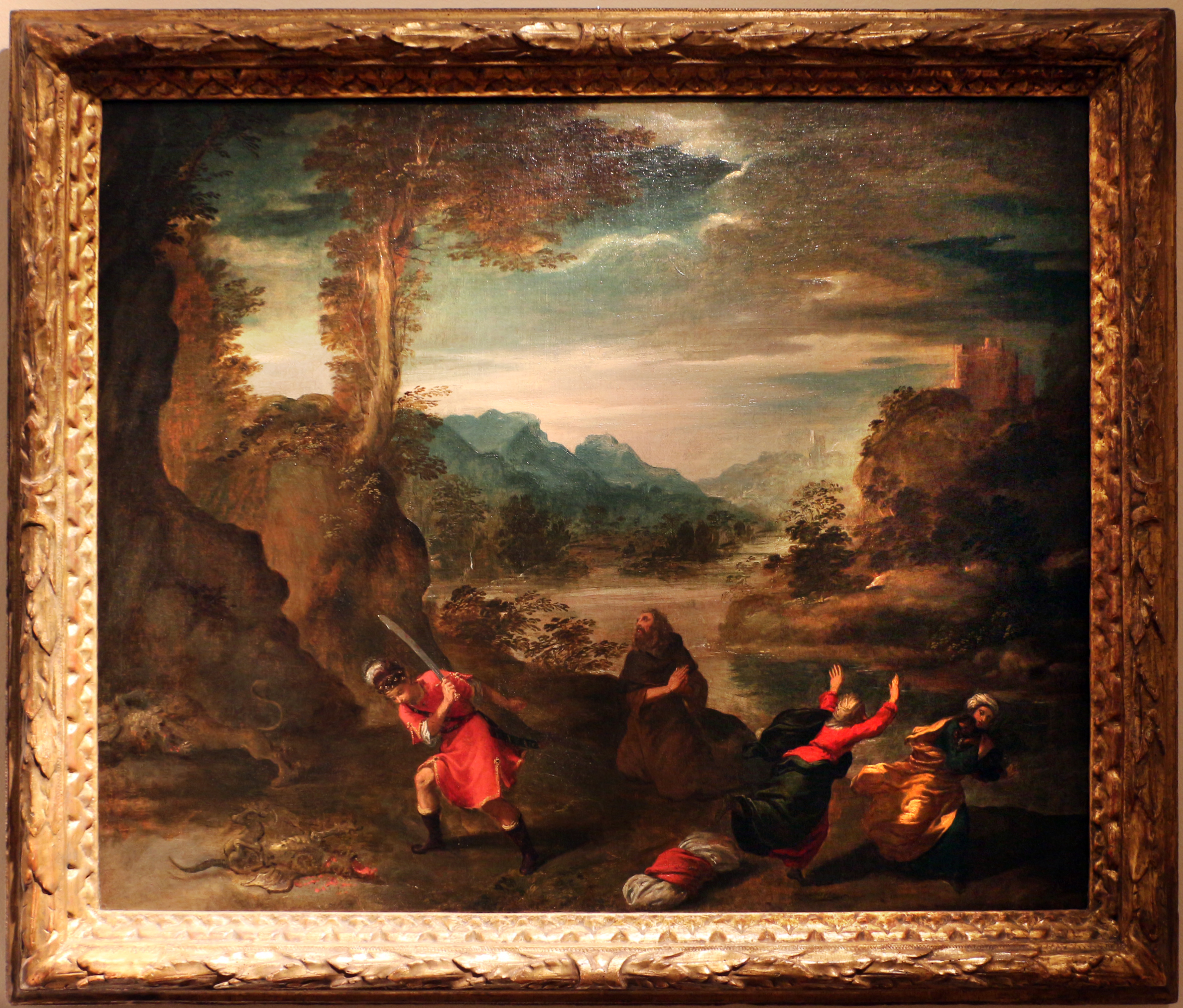
Landschaft mit dem hl. Michael, Palazzo dei Diamanti, Ferrara
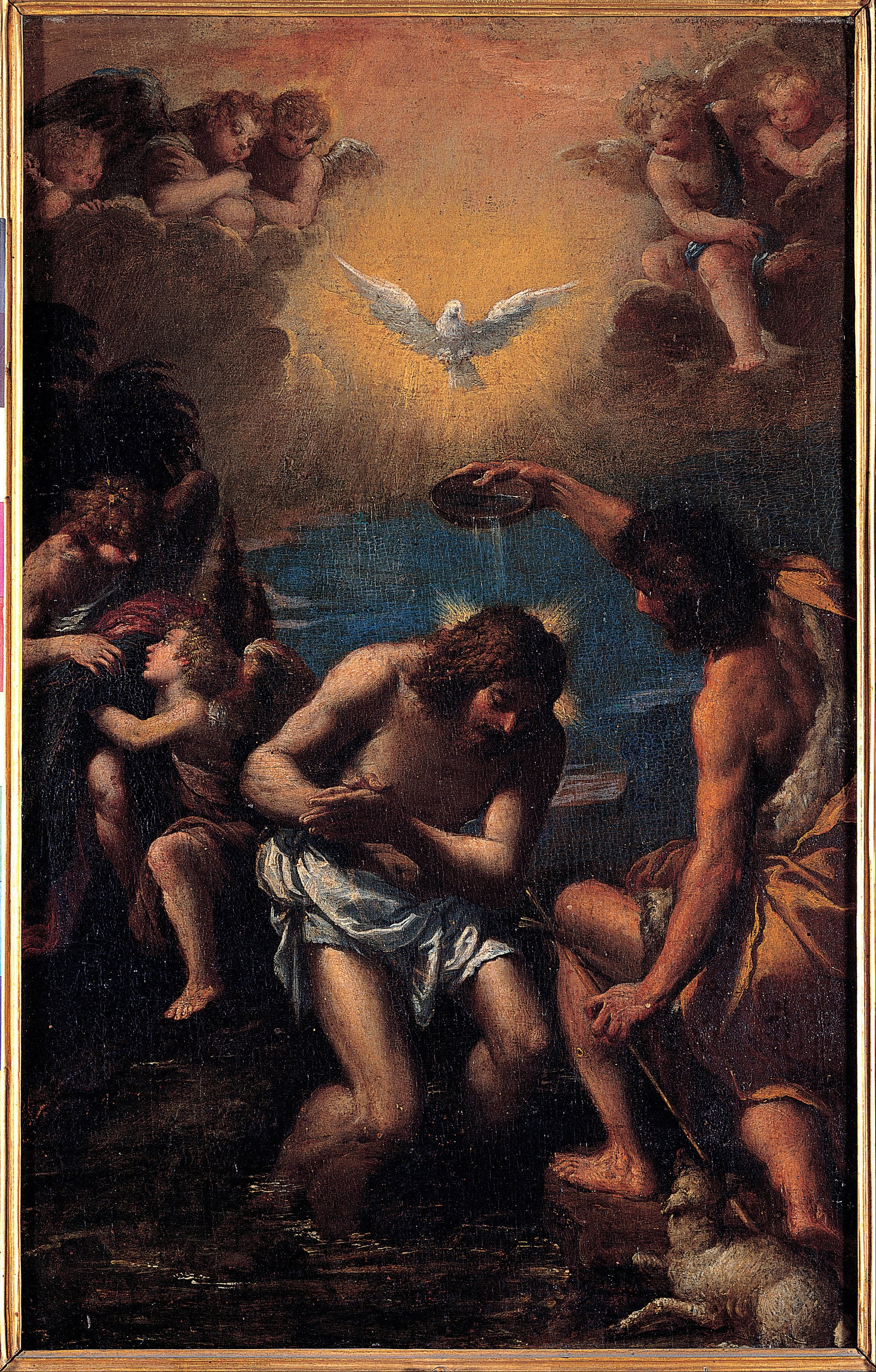
Taufe Christi, 57,4 × 36 cm, Öl auf Holz, Kapitolinische Museen, Rom
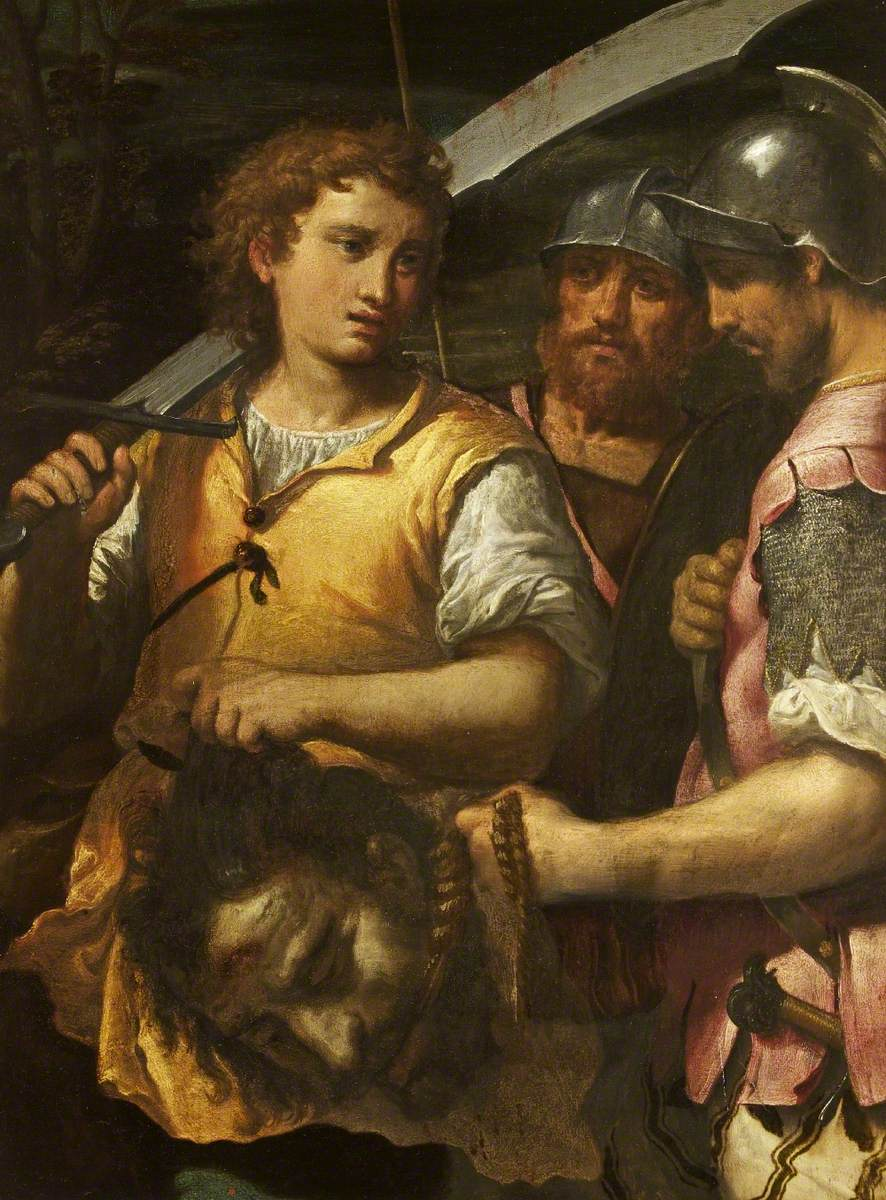
David mit dem Haupt des Goliath, 57,1 × 41,9 cm, Öl auf Holz, 1600–1620, National Trust
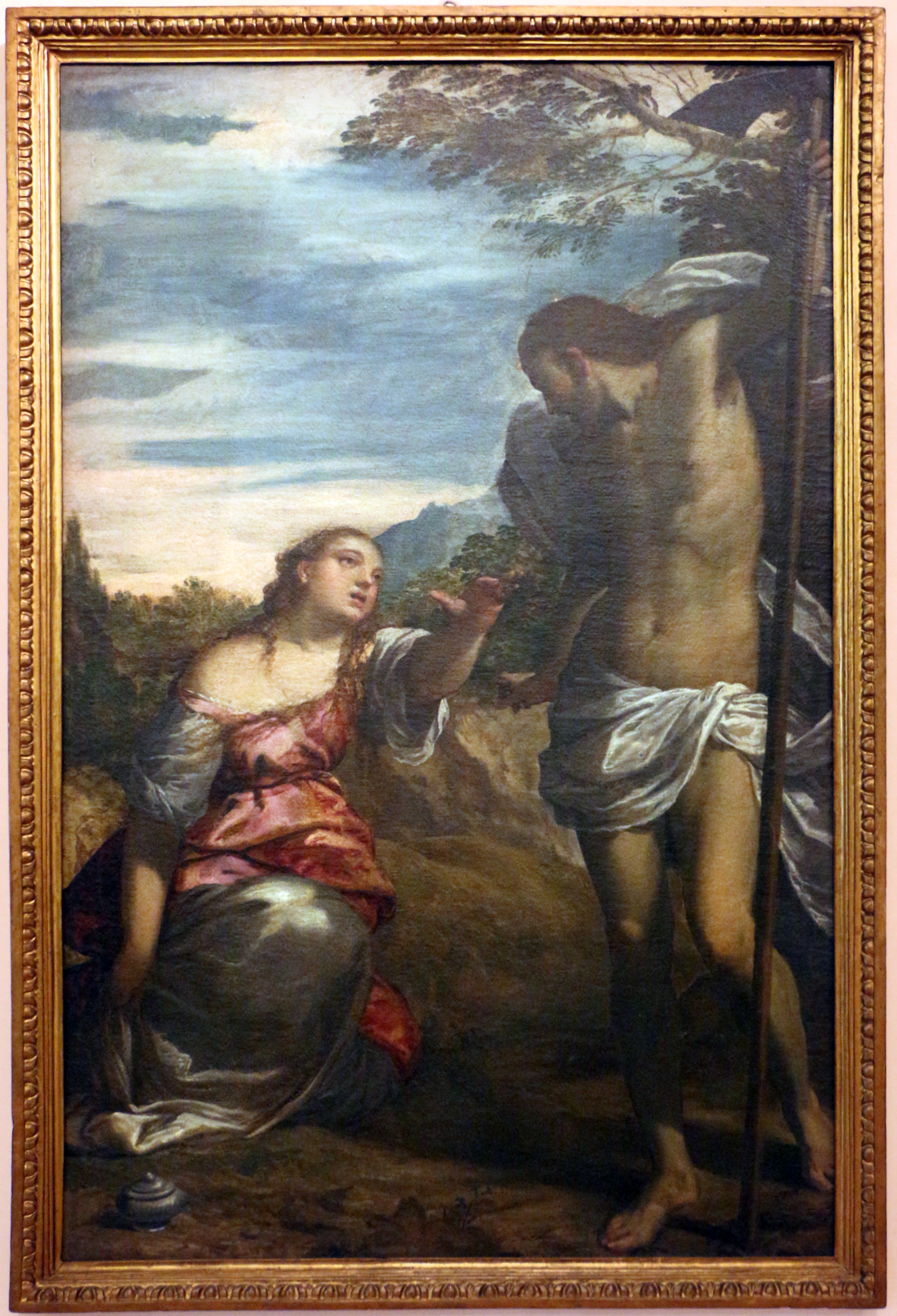
Noli me tangere,  Palazzo dei Diamanti, Ferrara

## Werke (Auswahl)
Eine Reihe seiner Werke befindet sich in der Sammlung der Galleria Borghese in Rom, Die badende Venus, Diana und Endymion sowie Venus und Adonis. Zwei seiner Gemälde wurden bei der Bombardierung Dresdens am Ende des Zweiten Weltkriegs zerstört: Flucht nach Ägypten und Heilige Familie bei der Arbeit.
- Weg zum Kalvarienberg (Museum of Fine Arts, Boston)
- Martyrium des Heiligen Venanatius von Camerino (Houston)
- Der Ruhm erobert die Zeit (Wadsworth Atheneum, Hartford).
- Jungfrau von Heiligen angebetet (1609; Metropolitan Museum of Art, New York)
- Landschaft mit Abraham und Isaac. (Oxford) [zugeschrieben]
- Apollo (MFA, San Francisco)
- Madonna mit Heiligen (ca. 1600; MFA, Houston)
- Anbetung der Weisen (ca. 1600, Kapitolinische Museen, Rom)
- Allegorie (Pinacoteca Nazionale, Ferrara)
- Heiliger Demetrius (Museum of Fine Arts, Boston)[5]
- Jungfrau und Engel, die Christus anrufen, um Lust, Geiz und Stolz nicht zu bestrafen (Vatikanische Museen)[6]
- Urteil des Paris (Uffizien, Florenz)